# Storøya (Nordfjord)
Storøya (norwegisch für große Insel) ist eine Insel im Fjord Nordfjord in der Gemeinde Stad in der norwegischen Provinz Vestland.
Die unbewohnte, bewaldete Insel liegt etwa 100 Meter südlich des Nordufers des Fjords und ist den Ortslagen von Totland und Bryggja vorgelagert. In der näheren Umgebung liegen weitere Inseln, westlich Holmane und Rundholmen, nördlich Griseholmen und östlich Kisteholmen sowie Flotøya.
Storøya erstreckt sich in West-Ost-Richtung über etwa 730 Metern bei einer Breite von bis zu 330 Metern. In ihrem Westteil erhebt sich die Insel bis auf 41 Meter.